# تربة لاز

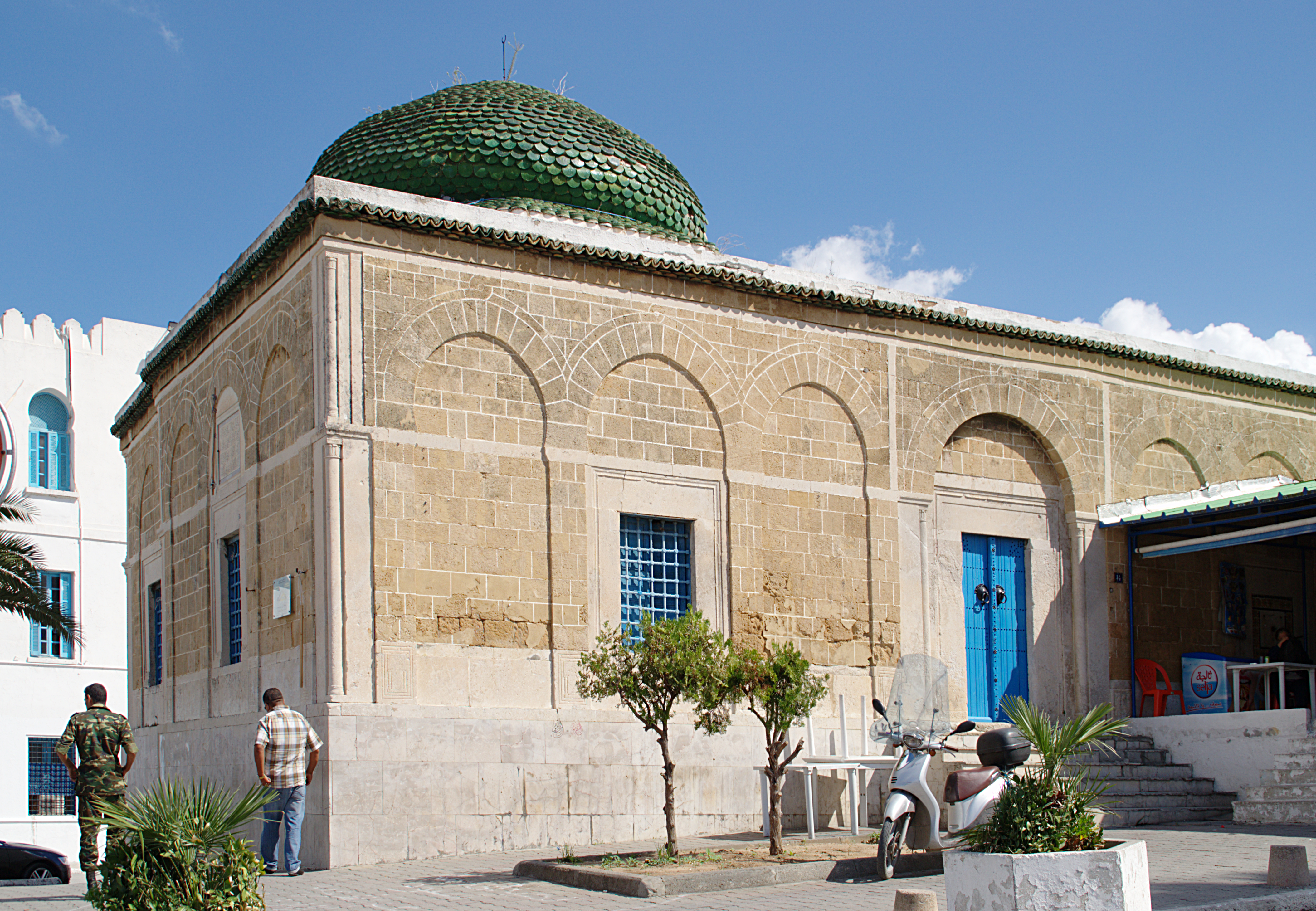
منظر للتربة (الزاوية) في وضعها الحالي

تربة لاز أو تربة محمد لاز هو ضريح تونسي يقع في ساحة القصبة. كانت هذه الزاوية تربة لمحمد لاز القائد المحلي للحكومة التركية خلال القرن الثامن عشر ولأفراد عائلته. وتطل التربة من قبتها الخضراء البصلية الشكل على ساحة القصبة مباشرة بجوار مستشفى عزيزة عثمانة. وتحتوي البناية بداخلها على القاعة الجنائزية التي تفضي إلى بهو صغير غير مسقوف يحده من كل جانب رواق توجد به القبور المبنية من المرمر الأبيض في أشكال متوازية السطوح.
تم تصنيف هذا المبنى كمعلم تاريخي بمرسوم يعود تاريخه إلى 13 مارس 1912.

## تاريخ
تم بناء الضريح بمبادرة من الداي الحاج محمد لاز، الإنكشاري من لازستان.